# 生命延續
生命延續（英語：Life extension）或生命延續学（英語：Life extension science）是一门研究如何延缓衰老或返老还童的科学，旨在达到增加生命的最高或平均壽命的效果，一般特指延续人類的壽命。然而，当前人类尚未发现能够使得生命永远延续的方法。根據健力士世界紀錄大全，目前全球已獲確認，人類史上最長壽老人是122歲半，不過，世界上有不少無法證實的長壽神話。
诸如“补品”、“激素”等所谓的延缓衰老产品在全球范围内是一个利润率极高的产业，在美国年利润高达500亿美金，但没有证据能够表明这类产品的有效性与安全性。
另外達成長生不老或生命延續或許是不可能的，即使有可能，要達到此種狀態可能也相當困難。一篇2021年的研究指出，從古至今，人類老化的速度從未改變，而人類平均壽命延長，主要是因為嬰幼兒死亡率降低所致；此外科羅拉多大學波德分校研究員Jesse Kurland的博士論文指出，老化是個影響基因網路的複雜程序，因此改變單一或數個基因不能停止老化。
该领域的一些研究人员，以及那些想要成为“延寿者”、“長生者”、“永生者”的人相信，未来对于生命延续将会依靠回复年轻状态、干细胞、再生醫學、分子修复、基因治疗、药物、和器官移植（人工器官或异种移植）等方式实现，让人类拥有永恒的生命、永保青春。生物伦理学家仍然在争论生命延续可能带来的伦理学问题。
另外，繁殖生育亦可看作一種生命延續的可行方式，不過只是延續父母和祖宗的遺傳基因及人類群體，而非延續个体生命。
此外，在人類的宗教信仰中，認為人類有不死的靈魂及來世。除宗教外，全球各地也有不少零碎的前世記憶及瀕死經驗報告，另外也有運用心理學的催眠技術進行的前世回溯技術，也有人運用超心理學嘗試進行靈魂出體及通靈，世界各地也有不少宗教見證、信仰或祈禱治療、宗教與神秘經驗。儘管如此，基於薩根標準和科學方法，目前仍未有科學共識接納這些報告已提供充足的科學證據證明人類有前世、來世、天堂、靈魂和其他超自然現象。
由於現時無人能脫離死亡，但有些人則認為未來的科學技術可能可以達至長生不老，因此有些人會安排在死亡後數小時後進行人體冷凍技術，並希望達到暫停生命的效果，以等候未來復活。不過，這種以人體冷凍技術方式保存，被不獲主流科學界認可及接受，主流科學界普遍認為，目前人體冷凍方式不能達到暫停生命的效果。國際低溫生物學學會認為，人體冷凍技術不是科學，也不屬低溫生物學的範疇。美國低溫物理學學會 (英語：Cryogenic Society of America) 認為，人體冷凍也不屬低溫物理學範疇，並認為人體冷凍技術的理論是站不住腳的。
有人認為，當電腦科技、生物科技及人工智能發展到一個程度，可以把人類的大腦意識上載至電腦，甚至雲端伺服器上，不過這純粹屬科技猜想，目前沒有成功可行的案例。
多數人並不希望長生不老。一項英國的調查顯示，即使是在生理與心理健康都能得到保證的狀況下，也依舊只有大約六分之一（17%）的人希望自己能長生不老；而在其中，男性（21%）希望長生不老的比例顯著高於女性（12%）；事實上，該份調查顯示，不僅多數人不希望長生不老，甚至有40%的受訪者不希望活到超過一百歲。

## 历史
追求生命的延续已经成为了人类的一大本能，也是历史上科学发展的主要动力之一。从苏美尔人的吉尔伽美什史诗、埃及的艾德温·史密斯纸草文稿，到道士、阿育吠陀修行者、炼金术士、部分哲学家等，都在积极探索着人类生命延续的问题。比如《史记》中记载，中国的秦始皇曾为长生不老而派御医徐福寻找神山。，中國的道教也極其著重養生之學。当代社会对于生命延续探索的开端可追溯至19世纪末至20世纪初所谓的“世纪末”时期，在此期间科学、医疗技术出现了重大突破，使得人类开始进一步追求生命的延续。生物学家伊利亞·梅契尼可夫和夏尔-爱德华·布朗-塞加尔是这方面的先驱。梅契尼可夫是位诺贝尔奖得主，免疫力的细胞理论的作者兼巴黎巴斯德研究院的副主任。布朗-塞加尔是法国生物学会主席兼当代内分泌学的鼻祖。
社会学家詹姆斯·哈格斯称，从启蒙时代伊始，科学就已与人类追求永生的文化紧密相连。他举了几个例子：弗兰西斯·培根试图用科学方法去延续人类寿命，在他的小说《新亚特兰提斯》中，科学家们都在研究延缓人类衰老的方法；英国皇家学会创始人罗伯特·波义耳希望科学的进步能够让人类的寿命取得实质性突破，并且他曾提出做设想“将老人的血液替换成年轻人的血液”；诺贝尔奖得主、生物学家亚历克西·卡雷尔在进行细胞相关实验后相信人类有方法可以活得无限久。

## 衰老原理
在衰老的过程中，机体会逐渐破坏自身的高分子、细胞、组织、器官等。衰老被认定为由基因的不稳定性、端粒的损耗、缺乏蛋白内稳态、营养失调、线粒体功能障碍、细胞老化、干细胞衰竭与跨细胞通讯失调等原因造成。人们认为自由基导致的氧化反应也是衰老的原因之一。
目前，吉尼斯世界纪录认证的最长寿的人瑞是雅娜·卡尔芒，她1875年出生，1997年逝世，活了122岁。衰老研究中常常使用的野生型鼠的最高寿命约为3年。这种年龄上的差别可能是人类与鼠类基因上的差别引起的，取决于DNA修复的效率、抗氧化剂的防御力、新陈代谢的能量、蛋白内稳态的维持与自噬之类的降解机制等多种因素。

## 现代主要延寿方式

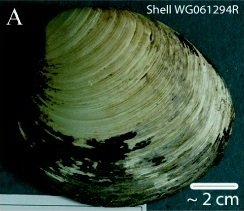
目前已知最长寿的多细胞个体动物“明”是一种蛤类，寿命达507岁，在人类对其长寿原因的研究中死亡。

目前使寿命延长的方法主要是靠減少老化和衰老的過程。由于传染病、营养不良等问题，人群的人均寿命可被婴儿与儿童死亡率拉低，成年后也可能面临意外事故和诸如癌症、心血管病等慢性疾病。这时，通过改进治疗方法、接种疫苗、合理饮食、锻炼及远离香烟等有害物质都可以延寿。
此外，最长寿命由一个物种的基因、所处环境所决定。科学家们在实验室中对线虫、果蝇、老鼠做实验时为了延长其寿命，常见的做法有：控制卡路里摄入量、操纵基因、使用药物等。利用进化，人们还可以只选育种群中那些最长寿的个体的后代，或者也可以降低外界因素造成的死亡率。包括水螅、真涡虫，以及某些海绵、珊瑚、海星、水母在内，一些动物不会因衰老而死亡，有可能达到永生的境界。
另外，繁殖生育亦可看作一種生命延續的方式，不過只是延續父母和祖宗的遺傳基因及人類群體，而非延續个体生命。
此外，在人類的宗教信仰中，認為人類有不死的靈魂及來世。除宗教外，全球各地也有零碎的前世記憶及瀕死經驗報告，但這並非科學。
有些人會安排在死亡後數小時後進行人體冷凍技術，並希望達到暫停生命的效果，以等候未來復活。不過，這種以人體冷凍技術方式保存，被不獲主流科學界認可及接受。

## 伦理上的争论

### 科学上的分歧
人们在争论是否该将衰老视作一种疾病。比如，李奥纳多·海佛烈克发现纤维母细胞最多只能分裂50次，并由此得出结论——老化是熵增无可避免的后果。他和同为老年学家的斯图尔特·杰伊·欧尔宣斯基、布鲁斯·卡尔尼斯一道抨击抗老产品有关行业，称那些所谓的补品并没有被科学证明有抗老的疗效。

### 政党的参与
尽管以海佛烈克为首的科学家们对寿命延长嗤之以鼻，但仍然有很多科学家称寿命延长，甚至是大幅度的寿命延长在技术上是完全有可能实现的。这种想法甚至获得了政党的支持。2012年，一个名为“长寿党”的政治党派在美国、俄罗斯、以色列、荷兰成立。他们希望能够为大幅寿命延长技术的有关研究工作提供政治上的保障，并促进社会转型，使得社会现在还活着的绝大多数人都能够长生不老。

### 道德问题
美国总统生物伦理委员会主席里奥·卡斯曾质疑永生会带来人口爆炸问题。（参见下文人口爆炸问题）他反对人类发展寿命延长技术，称“贪图长寿只能显出人类对繁衍以及一些更高级的追求毫无兴趣，这也是人类的悲哀。追求青春不仅仅很幼稚，对于人类的后代来说这也是一种自恋的表现。”《医学伦理杂志》的前任总编辑约翰·哈里斯辩称，如果一个人很享受他的生命带来的快乐，那么我们就应该给想要延长寿命的人提供有力的帮助。超人类主义哲学家尼克·波斯托姆认为，每个人都有权享受任何延长寿命的新技术，而不是让权贵操控这项技术。

### 人口爆炸與人口減少的问题
因为担心人口爆炸对社会可能造成的影响，人们仍在生命延续问题上争论不休。老年学家奥布里·德格雷不赞成人口爆炸的想法，指出生命延续的疗法可推迟甚至消灭更年期，这样女性就不用那么着急“趁着年轻”生孩子了，年生育率会不升反降。此外，哲学家兼未来学家马克思·摩尔辩称，鉴于人类整体的年生育率正在逐步缩小，总有一天生育率会变成零甚至变成负数，因此生命延续不会导致人口爆炸问题。

## 當前的研究進展
現時一些突破性的醫療科學研究包括有人工器官的發明、生命複製技術、納米醫療技術、遺傳基因的技術、分子工程、基因改造技術、修理受損的細胞等等。

### 再生醫學
再生醫學（英語：Regenerative medicine），是製作具有功能與生命性之身體器官組織的一種技術，用於修復或是替換身體內的組織或器官，主要是協助因為老化、生病、受損所造成之不健康的器官與組織的修復或替換。也可以以其他的方式，來刺激體內組織或是器官再生之方法。通常在這領域的工作者，會在實驗室中，培養病人身體內的組織或是器官後，用安全性地移植方式，移植至病患身體中。

### 抗老化药物
目前（2017年），科学家们正在动物的身上研发一些抗衰老的药物。其中，研究人员观察到卡路里限制（限食）能够延长某些动物的寿命。由此，科学家们试着研发一种称为限食拟药的药物，来模拟限食带来的生理变化，同时但又不需要人真的去饿肚子。此外，科学家还进一步研究了一些被批准作他用的药物。这些药物（包括雷帕霉素、二甲双胍等多种抗衰老剂）在服用时可产生和限食类似的生理反应，因此科学家想知道这些药是否也具有延寿的功能。科学家还研究了作为营养补充品的MitoQ，白藜芦醇和Pterostilbene，观察它们是否能以类似的原理令人长寿。
还有一些其他的抗老化药物顺着另一种思维研发。其中，利用端粒酶去阻止端粒缩短也是一个很重要的思路。然而，这种做法风险不小，因为有些研究表明端粒酶和癌症与肿瘤的形成有关系。另外有些藥物，像是原花青素C1、漆黃素、那維托克（Navitoclax），以及達沙替尼和槲皮素的混合物等等，被發現有選擇性導致衰老細胞死亡的效果，而這些能選擇性導致衰老細胞死亡的藥物又稱返老藥（Senolytics）。

### 纳米技术
纳米医学通过修复受损的机体，在不久的将来也能延长寿命。K·埃里克·德雷克斯勒，纳米科学之父，在他1986年所著的《创造的发动机》一书中设想出了这种可以修补细胞的机器，甚至还设想在细胞里面植入机器人作“细胞计算机”来用。未来学家雷蒙德·库茨魏尔在他的著作《奇点迫近》中提到，他认为医用纳米机器人在2030年前能够完全实现衰老方面的治疗。物理学家理查德·费曼说，他的前任学生兼同事阿尔伯特·希布斯跟他提了个点子，将费曼理论中的“微型机器”（参见纳米技术）用作医疗用途。希布斯还说，或许未来我们可以把机器做得足够小，小到你可以直接“吞下你的医生”的程度。费曼1959年的文章《在底部还有很大空间》谈及了这个想法。

## 提議中的研究

### 克隆技术
一些科学家认为，有关治疗性克隆和干细胞的研究或许让人类哪天可以培养细胞、一部分身体甚至整个躯干（克隆完整的个体一般称为生殖性克隆）。20世纪中期，人们曾经在狗和一些哺乳动物身上做换头的实验，但是因为排异反应外加神经元无法重连导致实验失败。克隆方法出来的个体和受体能够拥有完全相同的基因。现阶段已经有科学家利用组织工程原理，在没有排异反应的老鼠的后背上培植出了人类的耳朵，被称为“人耳鼠”。
有许多人反对使用人类干细胞（特别是胚胎干细胞）延长寿命。反对者的呼声主要集中在伦理、宗教观等方面。赞同者认为，反正这些细胞无时无刻不在形成、毁灭，何不拿来一用，更何况从脐带或者成人身体组织中提取的细胞连排异反应都可能没有。
对克隆人的反对者也持相似的理由，只不过大部分人反对生殖性克隆。一些支持治疗性克隆的人预测，科学家可以只克隆出一具毫无生机躯壳，然后将大脑移植进去。

### 3D生物打印技术
3D 生物打印是藉由3D生物打印機，製造出細胞支架，再將細胞種入支架中，使細胞得以生長的技術。医生借助3D打印技术将患者的器官打印下来并移植到患者的身上。

### 改造人
指将生物组织以机械装置代替，以达到延寿的目的。这是2045 Initiative组织的发展目标。

### 掌控可忽略衰老
2002年，奥布里·德格雷提出了一种名为掌控可忽略衰老的方法，通过周期性地修复人体因年龄而导致的老化，从而推迟慢性疾病的发作时间。
虽然有许多生物学家认为这些想法“值得商榷”，掌控可忽略衰老的研究会议也涉及到有关领域中的很重要的研究，但许多人还是觉得就目前科技的发展情况来看，这一理论还处于推测阶段，并称这是“幻想而非科学”。

### 改造基因
基因治疗将核酸聚合物制成药，要么表达为蛋白的形式，影响其他蛋白的表达，要么修复基因突变。这一治疗技术被认为可以用来预防衰老。人们已经找到一大堆基因片段，并且证实这些片段可以提高诸如酵母、线虫、果蝇、老鼠等模式生物的寿命。在2013年，改造基因的最高记录是将老鼠的寿命提高至原来的150%，以及将线虫的寿命提高至原来的十倍。

### 愚弄基因
在《自私的基因》一书中，理查德·道金斯描述了一个延续生命的方法。这个方法需要“愚弄基因”，让基因以为身体依然年轻。他称从彼得·梅达沃那里得到了这一灵感。这个理论的依据是，人类的身体在这一生中不断的“解锁”新的基因，有的基因解锁得早，有的解锁得晚。一般来讲，这些基因按照环境因素来解锁，而解锁基因造成的后果可以是很致命的。统计学上来讲，人类年老时拥有的致命基因一定比年轻时多得多。因此，为了延寿，人类应“找出身体在老化时内部的化学环境变化......并模拟出一个年轻身体的化学环境性质”，以此来力图避免这些基因“解锁”。

### 人体冷冻技术
对那些冷冻技术的人来说，冷冻技术就像一辆驶向未来的“救护车”一样。他们推测，冷冻技术将能够最大限度地保存生物组织，并待未来医学发达时再进行救治。
许多冷冻技术专家认为，“法律意义上的死亡”不是“真正的死亡”，因为心脏停跳、呼吸停止之后，人体组织才开始慢慢衰亡。即便是在室温环境中，细胞也需要几小时后才能死亡，几天后才能分解。虽然在心脏停跳后4-6分钟就会出现神经系统损伤，但神经退化的症状则需要好几个小时之后才会出现。支持冷冻的人认为，如果在宣布死亡之后立刻架上心肺维持机，并将身体迅速冷冻起来的话，细胞和组织还是能够在冷冻技术的低温环境中长期保存下来的。一些人（尤其是孩子）曾在心脏停跳后没入冰水中并存活了下来。据报告，在一个案例中，浸入冰水45分钟后病人能够完全复苏过来。这种冷冻技术要求负责冷冻的团队在病榻旁边时刻待命，一旦医生宣布病人死亡，马上将病人架上心肺维持系统并快速冷冻起来。
目前，已经有人為自己安排人體冷凍，當宣佈為法律上死亡後，立即進行人體冷冻。

### 意识上传
还有理论称，未来人们可突破肉体的禁锢，通过逐渐地将神经元置换为晶体管，将自身的意识复制或者传送至计算机中。主要的想法就是扫描整个大脑，然后建立一个完全复制的电脑模型。当人们将模型导入合适的硬件设备中时，这个模型和被复制的人脑的表现一模一样。至于上传意识算不算真正意义上的生命延续还是有待商榷。

## 未來發展預測
一些醫學界人士認為，隨著科技進步，人类实现延長最高壽命、回复青春的可能性越来越大。最终，人类将获得对自己生命的控制权和选择权。有醫學界人士甚至斷言，如果醫療科技夠成熟，人類可以活到1,000歲。有些人更斷言人類活千歲夢想最快可以在21世紀內實現。